# گریس فری (آرکانزاس)
گریس فری (آرکانزاس) (به انگلیسی: Greers Ferry, Arkansas) یک شهر در ایالات متحده آمریکا با جمعیت ۹۳۰ نفر است که در آرکانزاس واقع شده‌است.

## موقعیت جغرافیایی
موقعیت جغرافیایی شهرها و مناطق اطراف به شرح زیر است: